# Tonino Delli Colli
Tonino Delli Colli (* 20. November 1923 in Rom; † 16. August 2005 ebenda) war ein italienischer Kameramann.

## Leben
Delli Colli war über viele Jahrzehnte, seit seinem 16. Lebensjahr, als Kameramann tätig und leitete bei vielen Filmklassikern die Aufnahmen. Er begann seine Karriere zusammen mit seinem Cousin Franco Delli Colli (1929–2004), der ebenfalls Kameramann war. Er arbeitete mit Regisseuren wie Federico Fellini, Pier Paolo Pasolini, Sergio Leone, Roberto Faenza, Dino Risi und Mario Monicelli zusammen, beispielsweise bei Spiel mir das Lied vom Tod, Der Name der Rose und Ginger und Fred.
Robert Benignis Oscar-gekrönter Streifen Das Leben ist schön war eine seiner letzten Arbeiten. Für diesen Film wurde er zum vierten Mal in seiner Karriere mit dem italienischen Filmpreis David di Donatello für die beste Kameraarbeit ausgezeichnet.
Delli Colli erhielt zwischen 1944 und 2005 über 130 Filmpreise, darunter sechs Mal den Nastro d’Argento des Sindacato Nazionale Giornalisti Cinematografici Italiani und der International Achievement Award des US-amerikanischen Verbandes der Kameramänner (ASC). 1986 war er Mitglied der Jury der Internationalen Filmfestspiele von Cannes.

## Filmografie (Auswahl)
- 1949: Graf Cagliostro (Black Magic)
- 1950: Il voto
- 1951: Io sono il Capataz
- 1952: Totò und die Frauen (Totò e le donne)
- 1961: Aladins Abenteuer (Le meraviglie di Aladino)
- 1961: Accattone – Wer nie sein Brot mit Tränen aß (Accattone)
- 1962: Mamma Roma
- 1961: Der Gauner von Bagdad (Il ladro di Bagdad)
- 1964: Die Frauen sind an allem schuld (Les plus belles escroqueries du monde)
- 1965: Mandragola (La mandragola)
- 1966: Große Vögel, kleine Vögel (Uccellacci e uccellini)
- 1966: Wie tötet man eine Dame? (Das Geheimnis der gelben Mönche)
- 1966: Zwei glorreiche Halunken (Il buono, il brutto, il cattivo)
- 1968: Außergewöhnliche Geschichten (Histoires extraordinaires)
- 1968: Der Tag der Eule (Il giorno della civetta)
- 1968: Keine Rosen für OSS 117 (Pas de roses pour OSS 117)
- 1968: Spiel mir das Lied vom Tod (C’era una volta il West)
- 1969: Metti, una sera a cena
- 1969: Der Schweinestall (Porcile)
- 1971: Decameron (Il Decameron)
- 1972: Ein achtbarer Mann (Un uomo da rispettare)
- 1972: Das Lied von Mord und Totschlag (Los amigos)
- 1972: Pasolinis tolldreiste Geschichten (I racconti di Canterbury)
- 1974: Der Filou (Peccato veniale)
- 1974: Lacombe, Lucien
- 1975: Sieben Schönheiten (Pasqualino Settebellezze)
- 1975: Die 120 Tage von Sodom (Salò o le 120 giornate di Sodoma)
- 1977: Das malvenfarbene Taxi (Un taxi mauve)
- 1977: Strandgeflüster (Casotto)
- 1980: Hurricane Rosie (Temporale Rosy)
- 1980: Sunday Lovers
- 1981: Die zwei Gesichter einer Frau (Fantasma d’amore)
- 1984: Es war einmal in Amerika (Once Upon a Time in America)
- 1984: Die Zukunft heißt Frau (Il futuro è donna)
- 1986: Der Name der Rose
- 1986: Ginger und Fred (Ginger e Fred)
- 1987: Fellinis Intervista (Intervista)
- 1988: Stradivari
- 1990: Die Stimme des Mondes (La voce della luna)
- 1992: Bitter Moon
- 1994: Der Tod und das Mädchen (Death and the Maiden)
- 1997: Das Leben ist schön (La vita è bella)